# 索布拉
索布拉（法語：Saubraz）是瑞士联邦西部法语区的沃州下设的一个镇。在行政上属于莫尔日区管辖。索布拉的总面积为3.70平方公里。截至2010年底，总人口为354。